# 민락역
민락역(Millak station, 民樂驛)은 부산광역시 수영구 민락동에 위치한 부산 도시철도 2호선의 전철역이다. 수영강 하저터널로 센텀시티역과 연결된다.

## 특징
수영 교차로를 지나 해운대 신시가지로 가는 길목에 역이 위치하고 있다. 이 역은 역명과 달리 민락동과 수영동에 걸쳐 있다. 이 역과 센텀시티역 구간은 수영강 하저터널로 연결된다. 민락동 신시가지에 있지 않고 역세권이 발달하지 않은 곳에 역이 있어서 이용객이 적은 역에 속한다. 그러나 최근 이 역 주변에 주택단지가 많이 개발되고 있으며, 센텀비스타 동원아파트 완공으로 인해 이용객이 조금이나마 증가할 것으로 예상된다.

## 역사
- 2002년 8월 29일 : 부산 도시철도 2호선 개통과 함께 영업 개시

## 역 구조
승강장은 2면 2선식의 상대식 승강장으로 운영된다. 스크린도어가 설치되어 있다. 반대편 승강장으로 이동이 불가능하다. 이 역부터 동백역까지는 개찰구가 승강장별로 분리되어 있어서, 반대편 승강장으로의 이동을 할 수 없으므로 주의가 필요하다.

### 승강장
| 센텀시티 ↑ |
| \| 상      |
| ↓ 수영     |

| 상행 | ● 부산 도시철도 2호선 | 센텀시티·해운대·중동·장산 방면     |
| 하행 | ● 부산 도시철도 2호선 | 수영·서면·사상·덕천·호포·양산 방면 |

## 역 주변
- 수영강
- 수영현대아파트
- 협성르네상스타운아파트
- 더샵센텀포레아파트
- 수영동우체국
- 한국방송광고진흥공사 부산지사

## 승차량 변동
역세권이 그다지 발달하지 않은 곳에 있어서 이용객이 그다지 많지는 않지만, 역 인근에 센텀비스타 동원아파트가 완공되었으며, 이 아파트가 완공으로 이용객이 조금은 증가할 것으로 예상된다.
| 역 노선 | 승차 인원 | 승차 인원 | 승차 인원 | 승차 인원 | 승차 인원 | 승차 인원 | 승차 인원 | 승차 인원 | 승차 인원 | 승차 인원 | 승차 인원 | 승차 인원 | 승차 인원 | 승차 인원 | 주 석 |
| 역 노선 | 2002년    | 2003년    | 2004년    | 2005년    | 2006년    | 2007년    | 2008년    | 2009년    | 2010년    | 2011년    | 2012년    | 2013년    | 2014년    | 2015년    | 주 석 |
| ------- | --------- | --------- | --------- | --------- | --------- | --------- | --------- | --------- | --------- | --------- | --------- | --------- | --------- | --------- | ----- |
| 2호선   | 647       | 1724      | 1748      | 1934      | 1974      | 1931      | 1933      | 1840      | 1951      | 2018      | 2058      | 2204      | 2414      | 2840      | [ 1 ] |

## 인접한 역
| 부산 도시철도 2호선    | 부산 도시철도 2호선   | 부산 도시철도 2호선 |
| ---------------------- | --------------------- | ------------------- |
| 206 센텀시티 장산 방면 | ● 부산 도시철도 2호선 | 208 수영 양산 방면  |

## 사진

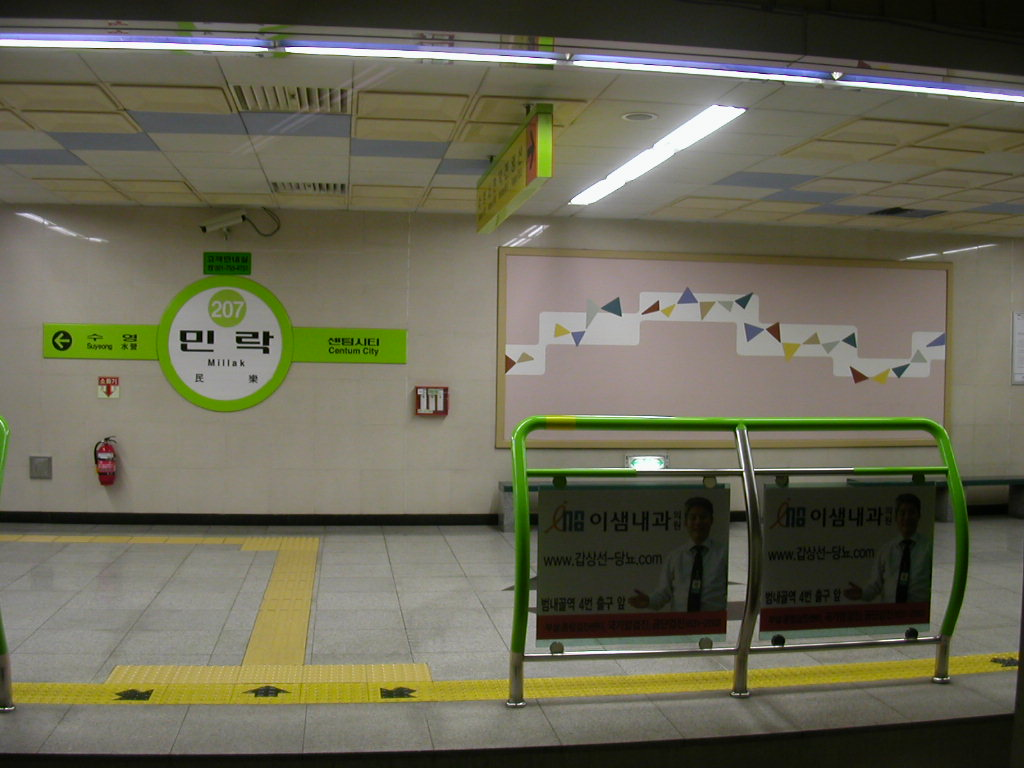
벽화,스크린도어 설치 전 승강장,구형 역명판(양산 방면)